# Paweł Lipowski
Paweł Lipowski (ur. 17 lutego 1988 w Toruniu) – polski wioślarz.

## Osiągnięcia
- Mistrzostwa Świata U-23 – Amsterdam 2005 – ósemka – 11. miejsce[1].
- Mistrzostwa Świata U-23 – Hazewinkel 2006 – ósemka – 6. miejsce[1].
- Mistrzostwa Świata – Monachium 2007 – ósemka wagi lekkiej – 6. miejsce[1].
- Mistrzostwa Świata – Linz 2008 – dwójka ze sternikiem – 5. miejsce[1].
- Mistrzostwa Świata U-23 – Račice 2009 – ósemka – 1. miejsce[1].
- Mistrzostwa Świata U-23 – Brześć 2010 – ósemka – 4. miejsce[1].